# Синодальное собрание рукописей
Синодальное собрание рукописей — собрание древнерусских, более поздних русских, а также греческих рукописей, хранившееся в Синодальной (бывшей Патриаршей) библиотеке. В настоящее время хранится в отделе рукописей Государственного исторического музея в Москве.
Патриаршая библиотека в Москве появилась при митрополите Макарии (1542—1563). Предпринятое им составление полного списка миней-четьих на 12 месяцев потребовало подбора большого числа текстов. Они извлекались из рукописей, хранившихся в соборах и монастырях (особенно Троицком, Кирилло-Белозерском и Иосифо-Волоколамском), часть текстов бралась из личных «келейных» книг митрополита Макария, а недостающие книги покупались или заказывались. Эта «митрополичья книжная казна» и стала основой Синодального собрания.
Рукописи из Патриаршей библиотеки использовались для издания печатных книг религиозного содержания, которым занимался Печатный двор.
В 1652 году при патриархе Никоне в Патриаршую библиотеку было передано большое собрание рукописей и книг, составленное Никоном в Новгороде. Основная часть древних пергаментных рукописей Патриаршей библиотеки происходит именно из этого собрания, куда, в свою очередь, они попали большей частью из новгородских и псковских монастырей. В XVII веке в Патриаршую библиотеку также была передана часть рукописей царской библиотеки.
После упразднения патриаршества в начале XVIII века Патриаршая библиотека стала называться Синодальной (от Святейшего правительствующего синода), в чьём ведении она находилась.
В 1920 году по решению Народного комиссариата просвещения РСФСР Синодальное собрание рукописей в полном составе было передано в Государственный исторический музей. В настоящее время оно включает фонд славянских рукописей, фонд греческих рукописей и фонд свитков.
В Синодальном собрании представлены все века русской письменности в уникальных памятниках. В нём хранится один из древнейших датированных памятников русской письменности — Изборник Святослава 1073 года. Из памятников юридического характера в нём хранятся так называемая Ефремовская кормчая XII века и Новгородская Климентовская кормчая 1281 года, содержащая древнейший список Русской Правды (в пространной редакции). Из рукописей исторического характера Синодального собрания одними из наиболее ценных являются два последних тома Лицевого летописного свода XVI века Ивана Грозного — так называемой Никоновской летописи с рисунками, а также Царственная книга, содержащая историю царствования Василия III и Ивана Грозного до 1567 года.